# Kattenbescherming
Kattenbescherming Nederland is een kleine dierenbeschermingsorganisatie die zich richt op het welzijn van katten in Nederland.
De organisatie is in oktober 2005 opgericht als Stichting KattenHulp Delfland en voert nu de naam  Stichting Kattenbescherming Nederland. Begonnen als regionale organisatie en nauw verbonden met de Dierenbescherming heeft de organisatie landelijke aspiraties. De stichting beschikt over enkele tientallen vrijwilligers en circa 500 donateurs. 
Het primaire doel van de stichting is om de opvang van (zwerf)katten te verbeteren en voor deze dieren gastgezinnen te zoeken. Uiteindelijk wil de organisatie een groot landelijk opvangcentrum voor katten realiseren.
Een afgeleid doel van de stichting is om huidige en toekomstige houders van katten voldoende bewustzijn en kennis bij te brengen om zo het welzijn van hun katten te waarborgen.